# Firuța Apetrei
Firuța Apetrei (nume de fată: Vadana, n. 20 februarie 1961, Frumoasa, Bacău) este actriță română de teatru. 
A studiat la Universitatea Babes-Bolyai din Cluj-Napoca, la Facultatea de Teatru și Televiziune, secția Actorie.
Din 1980 joacă pe scena Teatrului Municipal Bacovia din Bacău.
Are doi copii (Răzvan și Alexandra) cu actorul Dinu Apetrei (1955 - 1994).  

## Teatru
- Rebecca West - Rosmersholms - H. Ibsen, regia Dan Alexandrescu
- D-na Peachum - Opera cerșetorilor - B. Brecht, regia D. L. Fulga
- Alison - Privește înapoi cu mânie - J. Osborne, regia D. L. Fulga
- Ruth - Efectul razelor gama asupra anemonelor - P. Zindel, regia D. L. Fulga
- Rosine - Bărbierul din Sevilla - P. Beaumarchais, regia D. L. Fulga
- Dora, Tuti - Profesorul de franceză - T. Musatescu, regia Nae Cosmescu
- Luluța - Chirița - V. Alecsandri, regia Andrei Mihalache
- Corina - Jocul de-a vacanța - M. Sebastian, regia Gheorghe Balint
- Toinette - Bolnavul închipuit - Moliere, regia D. L. Fulga
- Margarita - Bădăranii - C. Goldoni, regia Catalin Naum
- Eleonora - Tango - S. Mrozek, regia D. L. Fulga
- Nancy - Cum se cuceresc femeile - W. Allen, regia Nae Cosmescu
- Dora - Curtea miracolelor - I. Kambanelis, regia Valeriu Paraschiv
- Dr. Lombardi - Slugă la doi stăpâni - C. Goldoni, regia Doina Zotinca
- Voichița - Istoria vacilor nebune - D. R. Popescu, regia D. L. Fulga
- Ea - Articolul 111 - Șt. Haralamb, regia Mihai Manolescu
- Dora - Doi pentru un tango - G. Genoiu, regia C-tin Dinischiotu
- Ea - Te urăsc, iubitule - V. Savin, regia Dan Alexandrescu
- Panchița - Doi morți vii - V. Alecsandri, regia Bogdan Ulmu
- Stela - Un tramvai numit dorință - T. Williams, regia D. L. Fulga
- Mița - D'ale carnavalului - I. L. Caragiale, regia D. L. Fulga
- Phebe - Cum vă place - W. Shakespeare, regia Razvan Dinca
- Hipollita - Visul unei nopți de vară - W. Shakespare, regia Razvan Dinca
- Emma Bovary - D-na Bovary sunt ceilalți - H. Garbea, regia Bogdan Ulmu
- Diana - Ginere de import - V. Savin, regia Constantin Dinischiotu
- Catte - Piațeta - C. Goldoni, regia D. L. Fulga
- Magdalena - Casa Bernardei Alba - F. G. Lorca, regia Gelu Badea
- Mama Ortansei - Proștii sub clar de lună - T. Mazilu, regia Ion Sapdaru
- Regina - Oamenii cavernelor - W. Saroyan, regia D. L. Fulga
- Heruvimul vesel - Requiem - H. Levin, regia Alexander Hausvater
- Cristine Linde - Nora - H. Ibsen, regia D. L. Fulga
- Jane Perkins - Bani din cer - Ray Cooney, regia D. L. Fulga

## Regie
- Amalia respiră adânc - Alina Nelega Cadariu (Premiul pentru cel mai bun one-man-show feminin - Festivalul Internațional "Gala Star" Bacău, ediția 2008; spectacol preluat de Teatrul Municipal "Bacovia" din Bacău)
- Hei, oameni buni! - William Saroyan (spectacol realizat în memoria actorului Dinu Apetrei) - 14 iunie 2009 - Teatrul Municipal Bacovia
- Tu ce te bagi? - adaptare liberă după „Cumetrele” de Michele Tremblay - Teatrul Municipal Bacovia, 2021

## Festivaluri
- Festivalul Național de Teatru I. L. Caragiale, București 1994
- Festivalul Internațional de Teatru Bitei, ediția a 7-a, Chișinău 2006
- Festivalul Internațional de Teatru din Balkan, ediția a 4-a, Turcia 2006
- Festivalul de Teatru - Povești pentru Copii și Oameni mari, ediția a 3-a, Alba Iulia 2008
- Festivalul de Teatru, ediția a 23-a, Piatra Neamț 2008
- Festivalul Internațional de Teatru Avram Goldfaden, ediția a 5-a, Iași 2008